# 赤池駅 (愛知県)
赤池駅（あかいけえき）は、愛知県日進市赤池1丁目にある、名古屋市交通局（名古屋市営地下鉄）・名古屋鉄道（名鉄）の駅。駅番号は名古屋市営地下鉄がT20、名鉄がTT07。

## 概要
名古屋市営地下鉄の鶴舞線と、名鉄の豊田線が乗り入れており、前者は当駅が終点、後者は当駅が起点であるが、両路線は当駅を介して相互直通運転を行っている。鶴舞線の列車の約半数が豊田線に、豊田線の全列車が鶴舞線にそれぞれ直通しており、実質的には中間駅としての性格が強い。名古屋市営地下鉄では唯一、名古屋市外にある駅である。
名古屋市交通局と名鉄の共同使用駅で駅自体は名古屋市交通局が管轄しているため、名鉄の旅客案内上では無人駅という扱いになっている。名古屋市交通局としては鶴舞線運転区の管轄であり、名鉄としては知立乗務区の管轄となっている。

## 歴史
- 1978年（昭和53年）10月1日：名古屋市営地下鉄鶴舞線赤池駅開業[2]。
- 1979年（昭和54年）7月29日：名古屋鉄道豊田新線（現豊田線）開業[2]。鶴舞線との相互直通運転を開始[2]。
- 2003年（平成15年）
  - 3月27日：トランパス導入。但しこの時点では鶴舞線のみ利用可能。
  - 10月1日：豊田線でもトランパス利用可能となる。
- 2009年（平成21年）12月18日：車いす対応エレベーター・障害者対応型トイレ設置。
- 2011年（平成23年）2月11日：ICカード乗車券「manaca」供用開始。
- 2012年（平成24年）2月29日：トランパス供用終了。

## 駅構造
島式2面3線ホーム（幅：8.6m、長さ：170m）を持つ地下駅。引き上げ線はない。
当駅は、名古屋市交通局鶴舞線運転区が管轄している。
豊田線は当駅を出るとすぐに高架に上がるためか、ホームは比較的浅い場所に位置している（地上から8.7m。東山線の一部の駅よりも浅い）。

### のりば
| ホーム | 路線           | 行先                     | 備考                                                                   |
| ------ | -------------- | ------------------------ | ---------------------------------------------------------------------- |
| 1      | TT 名鉄豊田線  | 豊田市ゆき               | 当駅どまりで車庫に入庫する列車と桜通線の検査列車も使用する             |
| 2      | （降車ホーム） | （降車ホーム）           | 当駅始発（車庫出庫）と当駅どまりで上小田井方面に折り返す列車が入線する |
| 3      | 地下鉄鶴舞線   | 伏見・上小田井・犬山方面 | 当駅始発（車庫出庫）と当駅どまりで上小田井方面に折り返す列車が入線する |
| 4      | 地下鉄鶴舞線   | 伏見・上小田井・犬山方面 | 名鉄豊田線からの直通列車と一部の始発列車が使用する。                   |

2・3番ホームは同じ線路を共有している（両扉扱いが可能な構造）。

### 使用ホーム
当駅到着後、日進工場（車庫）に入庫する列車は、必ず1番線で客を降ろしてから車庫に回送する。
当駅到着後、上小田井方面に折り返す列車は2・3番線（中線）を使用する。進行方向左側（2番線側）の扉を開けて、客を降ろして扉を一旦閉めた後、扉反対側（3番線側）の扉を開けて客を乗せる。ただし、1番線で客を降ろして、車庫引き込み線に入った後、3番線で乗車扱いをする列車もある。2024年3月のダイヤ改正以降は後者が多くなっている。
当駅始発（車庫から出庫）の列車は3番線（一部4番線）に進入してから客を乗せる。
鶴舞線から豊田線に直通する豊田市行きの場合は、必ず1番線で乗り降りを行う。（ただし、豊田線のみの運転の場合は、一番下に記載してある例外が適用される。）
豊田線から来た列車は行先に関わらず、全列車が4番線で乗り降りを行う。
桜通線の列車を日進工場に回送で送り込みする場合は1番線を回送状態で使用する。日進工場から回送で送り出す場合は3番線を回送状態で使用する。
当駅から鶴舞線を利用する場合は、ホームに設置された電光表示板に次の列車が『3番線発（当駅始発・当駅折り返し）』か『4番線発（豊田線から来た・当駅始発）』が表示されるので、それを確認してから乗車する必要がある。駅の時刻表及び、改札口に設置された電光掲示板には、発着番線の記載はない。
イベントなどで豊田線の列車を増発するため、日進工場から回送列車を送り出す場合は1番線を回送状態で使用する。逆の場合は4番線到着後はそのまま鶴舞線の始発列車となるが、日進工場に入庫する列車もある。
人身事故などで鶴舞線が運転見合わせとなった場合、豊田線から来た営業列車は4番線で客の乗り降りを行い、そのまま4番線から豊田線に折り返す。

### 自動券売機
1番出入口、2・3番出入口側とも一番左側が名鉄線の券売機、その右側に地下鉄線の券売機が設置されていて、その上に名鉄・地下鉄それぞれの運賃表が掲げてある。名鉄の運賃表は豊田市・知立・名鉄名古屋経由で記載されている。
当駅から鶴舞線経由で名鉄犬山線各駅へ行く場合と鶴舞線・名城線・上飯田線経由で名鉄小牧線各駅へ行く場合は名鉄の券売機ではなく、地下鉄線の券売機で「地下鉄線経由」犬山線、または小牧線への連絡乗車券を購入する必要がある（犬山駅以遠の各務原線方面や広見線方面に行く場合も同じ（ただし小牧線経由の場合は犬山駅以遠へは購入できない）。下小田井駅以遠の名古屋本線方面へは購入できないため、下小田井駅まで購入して着駅精算となる）。ただしmanacaやTOICA（および相互利用が可能な各種交通系IC）を利用して名鉄犬山線各駅や名鉄小牧線各駅へ行く場合は経由にかかわらず最短経路で計算される（これは名古屋市営地下鉄における他の駅でも同じ。トランパス利用時も同様であった）。

### その他設備
エスカレーターは伏見方面ホームは初電から12時までは下り運転、それ以降終車までは上り運転だったが、現在は終日上り運転である。豊田市方面ホームは終日上り運転である。
エレベーターはホームおよび駅構内にて行われていた設置工事が完了し、2009年（平成21年）12月14日から利用可能となった。設置は三菱電機が行っている。西改札口へつながるものが各ホームに1基ずつ設置されている。東改札口にエレベーターはない。地上に上がるものは西改札口にある。
自動体外式除細動器（AED）は地下1階の西改札口付近に1台設置。

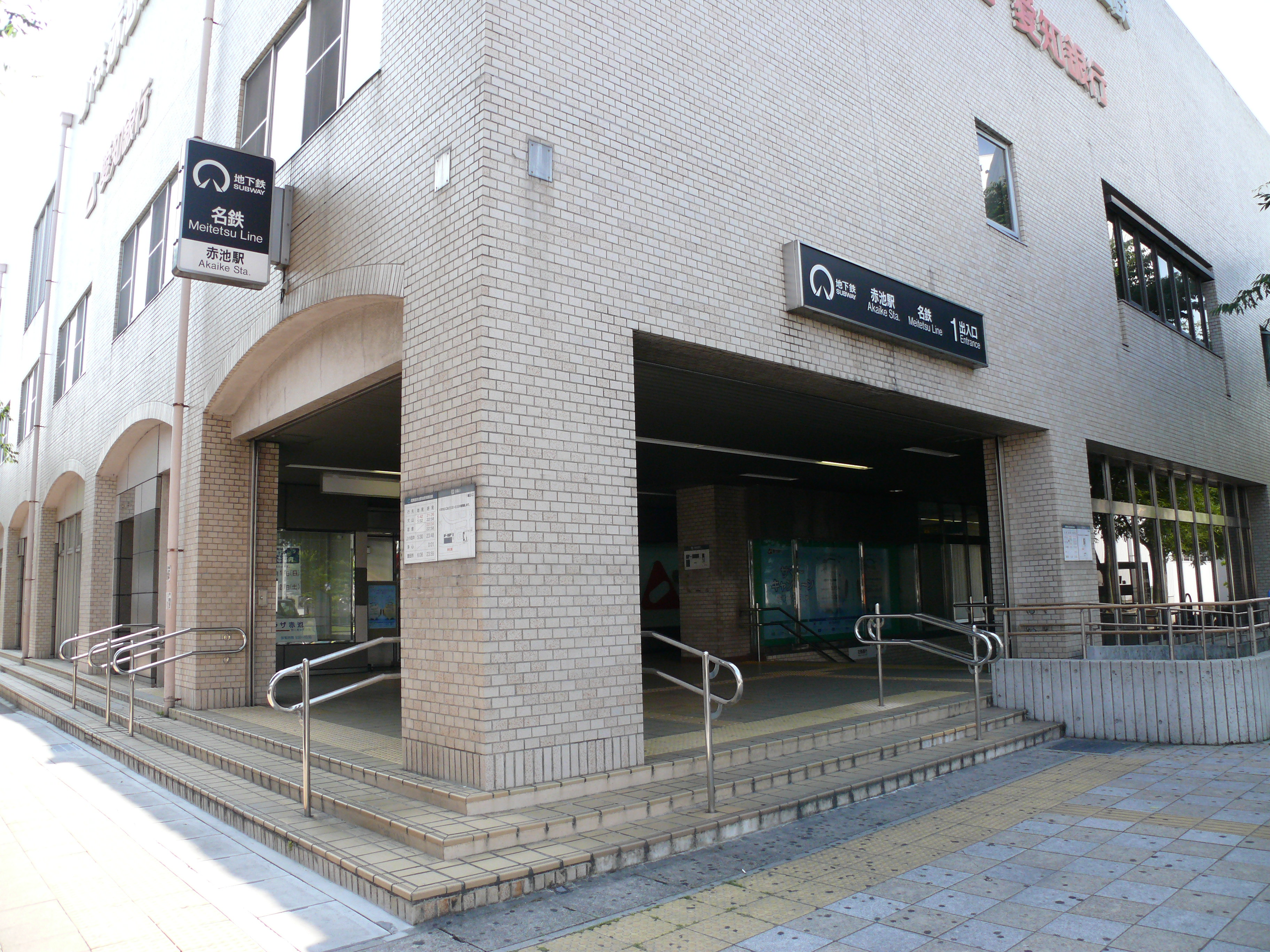
赤池駅1番出入口（2007年6月）
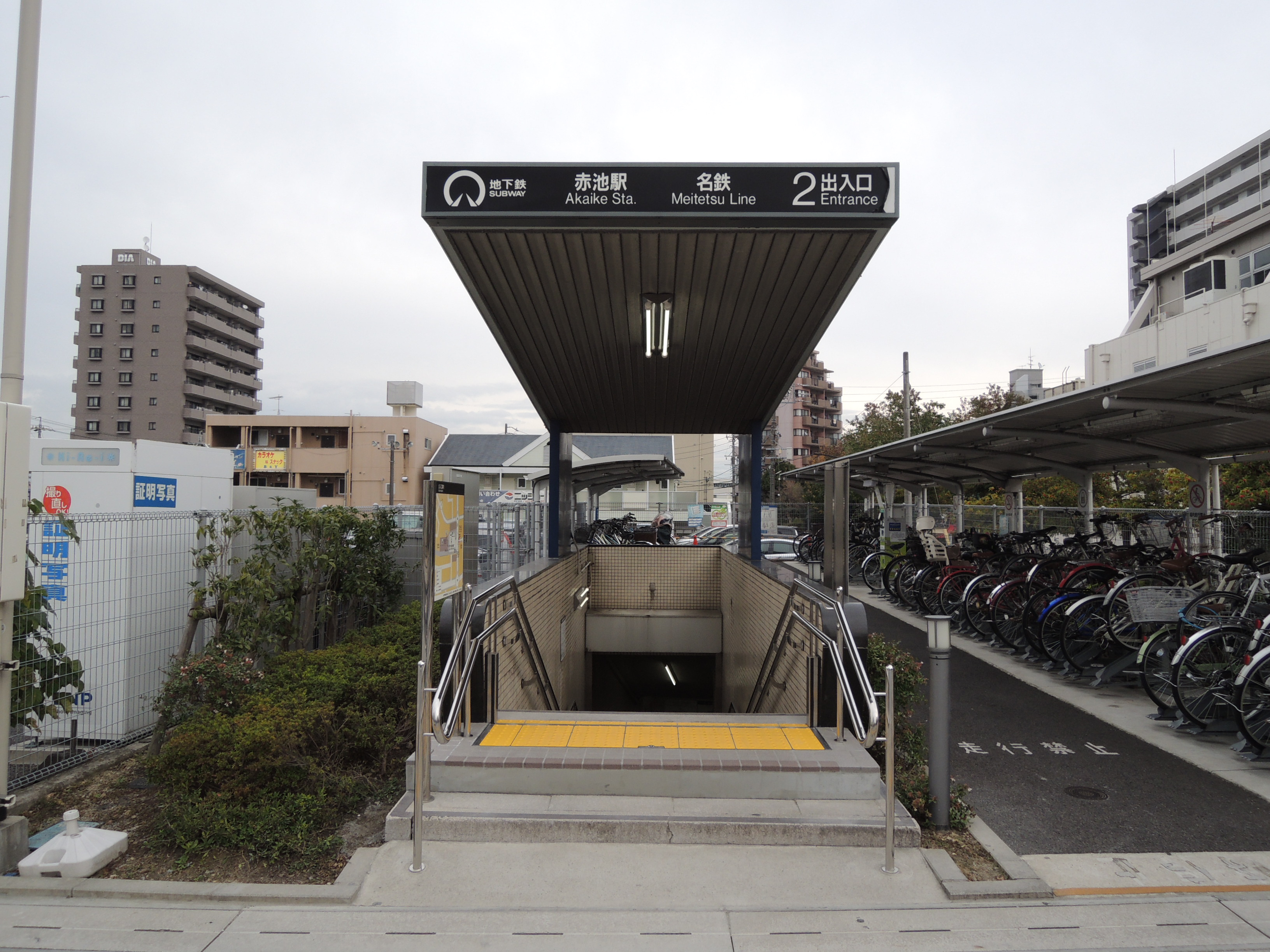
赤池駅2番出入口（2017年11月）
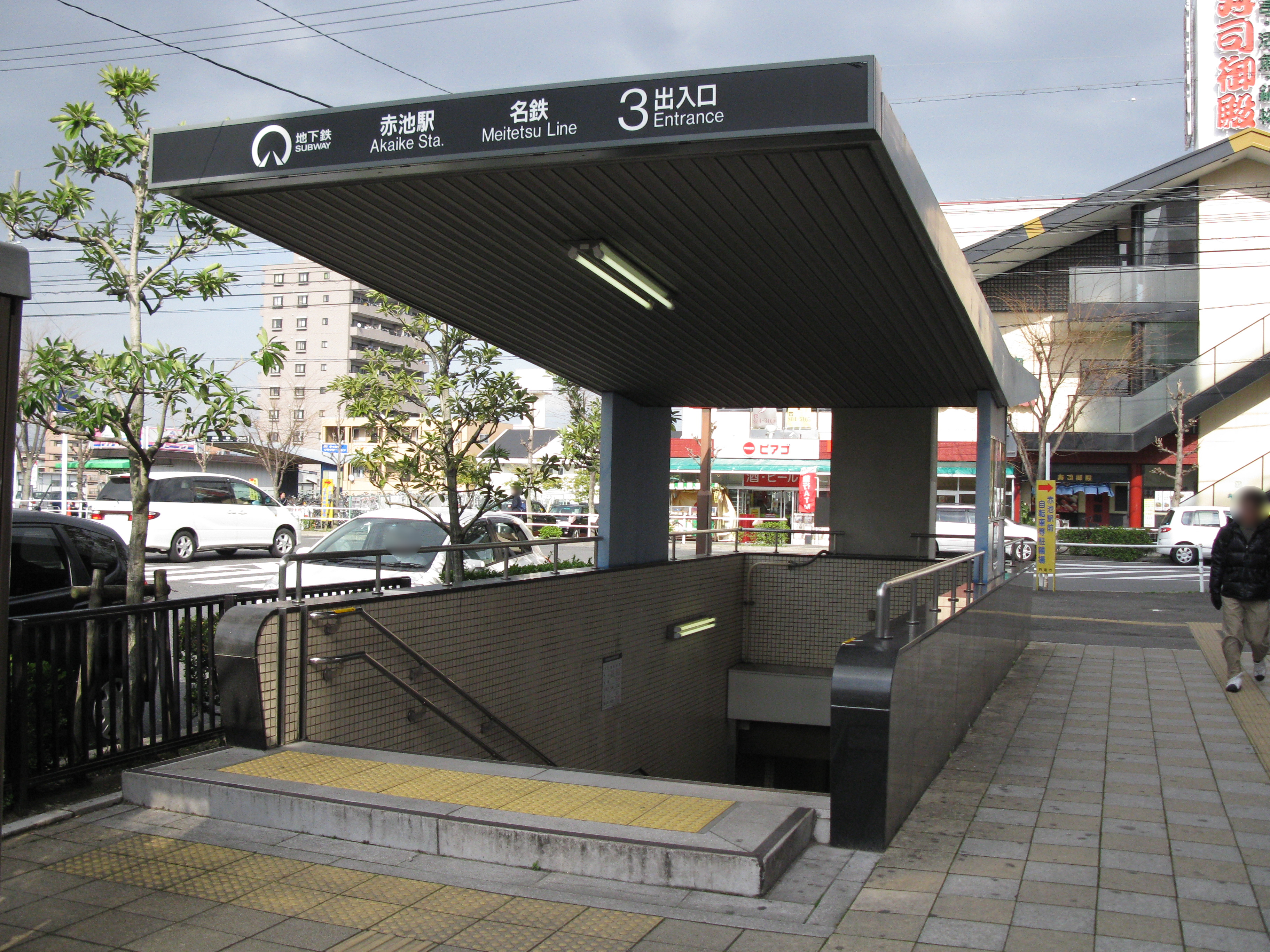
赤池駅3番出入口（2010年3月）
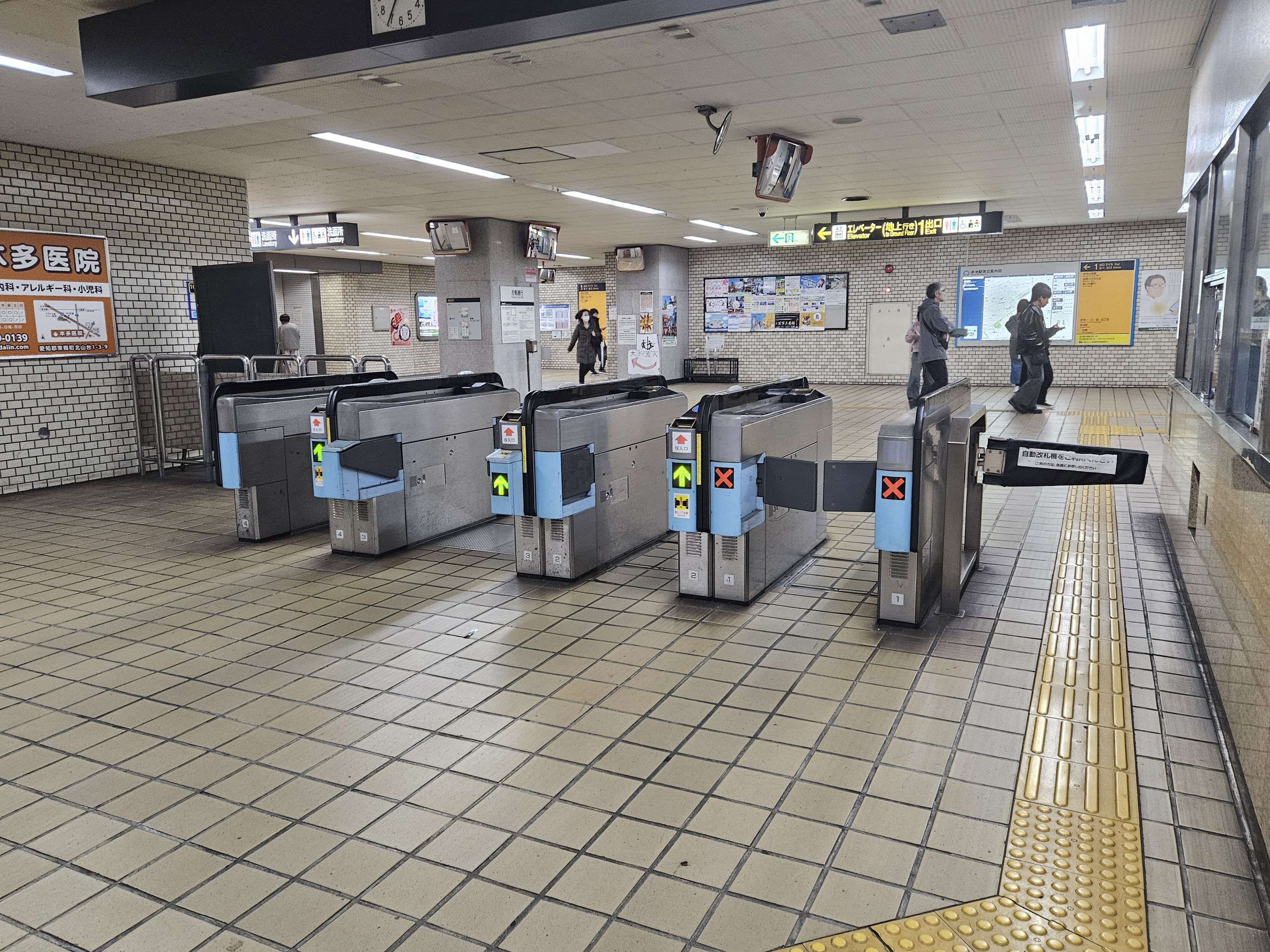
西改札口（2025年3月）
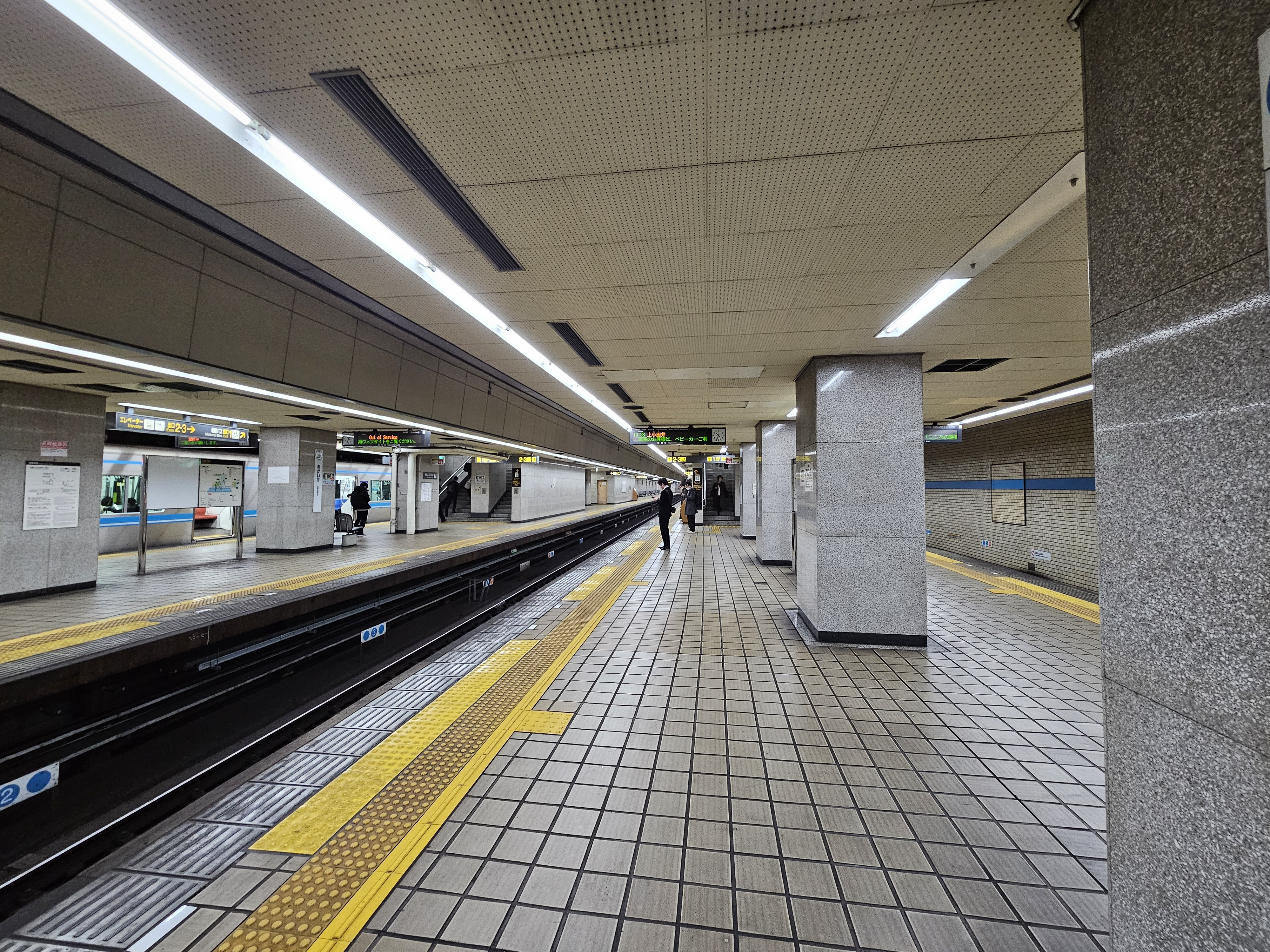
プラットホーム（2025年3月）

### 配線図
| ← 鶴舞線 上小田井方面 | 赤池駅 構内配線略図 | → 豊田線 梅坪方面 |
| 凡例 出典:            |                     |                   |

### 駅の扱い
地下鉄の駅員が常駐しているが、名鉄の旅客案内上は無人駅扱いとなっており、「車いすでの乗車の場合には前日18時までに豊田市駅までご連絡下さい。」と案内されている。同様に他社管理でありながら有人駅扱いとなっている弥富駅とは対照的である。
当駅ではミューチケットや各種企画乗車券を購入できない（弥富駅も同様）。乗車券確認システムも例外的に導入されていない。
当駅でmanacaを購入すると、名古屋市交通局の仕様（名古屋交通開発機構発行マナカ）となる。
当駅発であっても名鉄線のみの定期乗車券は購入できない（隣の日進駅で購入することになる。但し継続購入を除く日進駅の係員無配置時間帯は豊田市駅）。一方で地下鉄線のみの定期乗車券や地下鉄線から名鉄線への連絡定期券は購入できる。
当駅は名古屋市外にあるが、当駅から敬老パスや福祉特別乗車券で地下鉄への無料乗車は可能。直通列車で名鉄線へそのまま乗り越すと当駅から下車駅までの運賃がチャージ残額から自動精算される（名鉄線経由で上小田井駅や上飯田駅で下車した場合は例外的に両駅は地下鉄の駅と見なされるため運賃が引かれない。2022年2月1日より乗り越しても名古屋市内の名鉄線の駅で下車した場合は名鉄線の最安運賃が一旦引かれたあと、後日口座に払い戻されるようになっている）。
名古屋市外に在住の障害者手帳保有者が所持できる割引用マナカでは当駅から地下鉄への乗車は可能だが直通列車での名鉄線への乗り越しや名鉄線への乗車はできない（下車駅でエラーとなり、名鉄係員においても、精算処理や乗車駅記録の拝見ができない。敬老パスや福祉特別乗車券の場合と同様に名鉄線経由で上小田井駅や上飯田駅で下車した場合は例外的にエラーにならない）。
交通局関連の広告物も掲出している上小田井駅や上飯田駅とは異なり、当駅では名鉄関連の広告物を一切掲出していない。

## 利用状況

### 名古屋市交通局
- 1日平均乗車人員は、2019年度30,719人（地下鉄のみ10,743人、赤池経由名鉄連絡19,976人）[12]。

### 名古屋鉄道
- 「日進市オープンデータポータルサイト」によると、2019年度の1日平均乗降人員は6,411人である[13]。
- 『名鉄120年：近20年のあゆみ』によると2013年度当時の1日平均乗降人員は4,445人であり、この値は名鉄全駅（275駅）中95位、 豊田線（8駅）中6位であった[14]。
- 『名古屋鉄道百年史』によると1992年度当時の1日平均乗降人員は5,924人であり、この値は岐阜市内線均一運賃区間内各駅（岐阜市内線・田神線・美濃町線徹明町駅 - 琴塚駅間）を除く名鉄全駅（342駅）中73位、 豊田線（8駅）中3位であった[15]。

※ 名鉄だけの利用者をみると豊田線の駅では、上豊田駅、黒笹駅に次いで少ない。両線を通過する利用者は含まれていない。両線を通過する利用者を含めるとかなり多くなり、上小田井駅をも上回る。

## 駅周辺

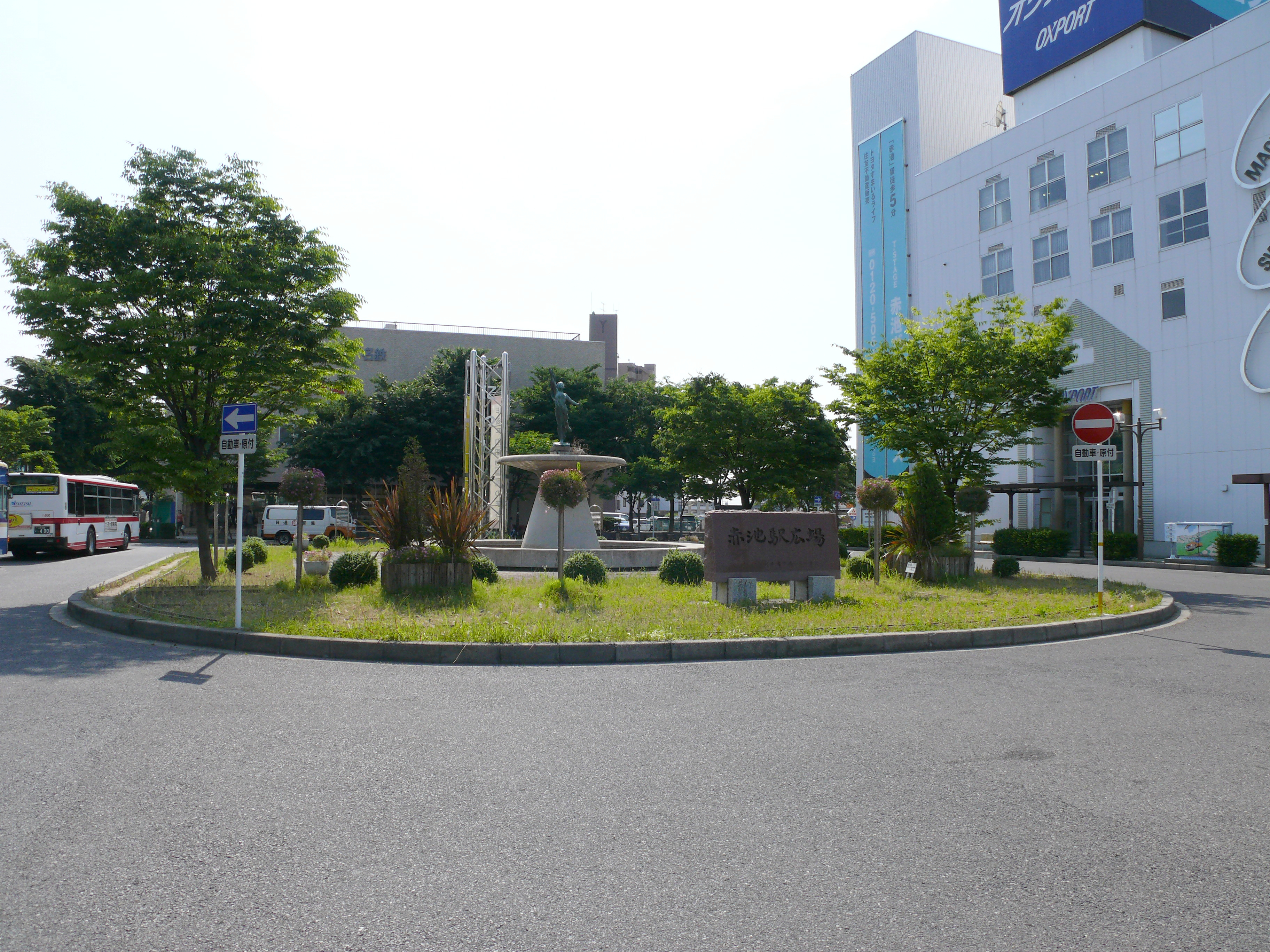
赤池駅前ロータリー

日進市の西端に位置する交通ターミナルであり、駅周辺は、商業地域と新旧住宅地域が混在している。駅の東約300メートルには国道153号が通る。
「日進赤池箕ノ手土地区画整理事業」区内の都市計画道路「小田赤池線」の完成に伴い、2015年6月25日より赤池駅及び国道153号へのアクセス方法（通行規制及び通行経路）が変更された。 日進赤池箕ノ手土地区画整理内の都市計画道路赤池箕ノ手中央線が2015年10月2日に開通により、愛知郡東郷町方面からの赤池駅へのアクセスが向上した。駅南東部で「日進赤池箕ノ手区画整理事業」が2009年（平成21年）度から2018年（平成30年）度を施行年度として進められており、地区内北エリア（11街区） にはイトーヨーカ堂を中心とする大型複合ショッピングモール「プライムツリー赤池」が2017年11月24日にオープン。
2013年10月に日進市自転車等の放置の防止に関する条例の一部を改正する条例および同条例施行規則の一部を改正する規則が公布され、2014年2月1日から当駅周辺に自転車等放置禁止区域が指定された。
これに伴う赤池駅周辺の自転車駐車場の収容台数不足や放置自転車や盗難発生などの対策として、公益財団法人自転車駐輪場整備センターが運営管理する有料自転車駐車場（「赤池駅北」、「赤池駅東」）が2014年（平成26年）2月にオープン、2014年8月1日に有料自転車等駐車場「赤池駅前自転車等駐車場」がオープンし、赤池駅周辺の自転車等駐車場は全て有料化された。

### 公共施設
- 名古屋市交通局
  - 名古屋市交通局日進工場（交通局最大規模の工場）
  - 名古屋市市電・地下鉄保存館「レトロでんしゃ館」（名古屋市交通局日進工場内）[28]
- 愛知県立日進西高等学校
- 日進市立赤池小学校
- 日進市立西部保育園
- 上納池スポーツ公園

### 商業施設
- ピアゴラフーズコア赤池店
- プライムツリー赤池
- ヤマダデンキテックランド日進店／服部家具センター日進店（同一建物内に入居）
- 人形の久月名古屋店
- ステーキのあさくま（本店）
- ツルハドラッグ日進赤池店
- ホームセンターコーナン日進店
- ニトリ日進店

### 郵便局・金融機関
- 日進赤池郵便局
- 三井住友銀行 プライムツリー赤池店（出張所）
- あいち銀行 赤池支店（赤池駅構内店舗）
- 十六銀行 赤池支店
- あいち尾東農業協同組合
  - 浅田支店
  - 浅田支店赤池店（ATM）

### その他
- タンガロイ 名古屋工場
- 中央可鍛工業 日進工場
- マスプロ電工
- 名古屋ゴルフ倶楽部・和合コース
- 豊田西バイパス（国道153号）
- 飯田街道（愛知県道58号名古屋豊田線）
- 西濃運輸名古屋東支店

## バス路線
駅前の交通広場にある赤池駅が最寄停留所である。路線バスは名鉄バスにより運行されている。名古屋市営地下鉄の駅では数少ない、名古屋市営バスが接続しない駅である（市バスの接続がない駅は当駅の他に、名城線の西高蔵駅と妙音通駅がある）。2009年（平成21年）10月1日から、JR東海バスのドリームなごや号も経由するようになった。

### 路線バス
名鉄バスののりばは3ヶ所。乗り場は担当営業所ごとに分けられており、豊田営業所が担当する三好・豊田市（衣ヶ原経由・新屋経由）・イオン三好アイモール前行きは1番のりば、知立営業所が担当する祐福寺・前後駅行きは2番のりば、名古屋営業所が担当する長久手古戦場駅行きは3番のりばから発車する。かつては星ヶ丘行きなども存在していた。長久手古戦場駅行きは2017年3月まではくるりんばす中央線として運行されていた。なお、2019年度より豊田営業所と、名古屋営業所の担当路線には系統番号が附番されており、下記に【　】書きで表記してある。
赤池駅は名古屋市外の停留所であるため、地下鉄とは異なり敬老パスで名鉄バスを利用しても後日運賃の払い戻しは行われない。

#### 祐福寺線
- 【45】前後駅 - 豊明市役所 - 祐福寺 - 東白土 - 赤池駅
- 【46】祐福寺 - 東白土 - 赤池駅
- 【47】祐福寺 - 音貝小学校前 - 春木白土 - 箕ノ手中央 - 赤池駅
  - 2020年4月1日より、当路線に、箕ノ手地区を経由する新線が新設される。新線の新設に伴い、春木白土、箕ノ手中央、箕ノ手西の停留所が新設される。

#### 星ヶ丘豊田線
- 【53】豊田市行き（和合 - 三好 - 衣ヶ原経由）
- 【51】豊田市行き（和合 - 三好 - イオン三好店アイモール前 - 新屋経由）
- 【52】三好行き（和合経由）
- 【15】イオン三好店アイモール前行き（和合ケ丘 - 白鳥 - 御岳 - 諸輪 - 北山台経由）[29]

#### 豊明団地線
- 【35】赤池駅 - 東白土 - 音貝小学校前 - 白土南 - 地下鉄徳重 - 藤田医科大学病院 - 豊明団地 - 前後駅

#### 日進中央線
- 【80】長久手古戦場駅行き（日進市役所 - 竹の山経由）

### 高速バス
- ドリームなごや号：東京駅 - 赤池駅前（停留場：駅前ロータリー） - 名古屋駅（新幹線口）[30]
  - 東京駅行きは乗車のみ、名古屋駅行きは降車のみ扱う。

### コミュニティバス
以下の路線が乗り入れている。停留所は、名鉄バス日進中央線と同じく3番のりば。
- くるりんばす：赤池線（日進市公共施設巡回バス）

※ また、駅の1番出口から東約200mの所に梅森線の赤池駅北バス停がある。

### スクールバス
以下の学校への路線が運行されている。

#### 停留所（駅前ロータリー内）
- 名古屋商科大学

#### 停留所（駅付近）
- 東海学園大学
- 中西学園
  - 名古屋外国語大学
  - 名古屋学芸大学
- 愛知淑徳大学（長久手キャンパス方面のみ）

## カーシェアリング
- カリテコ名鉄協商パーキング 赤池駅前第3
- タイムズ赤池駅前ステーション

## その他
- 豊田線が開通した時に、6000系（現在はほとんど解体済み）やモ800形（豊田市の鞍ケ池公園にて静態保存）が当駅付近まで試験計測運転で乗り入れたことがある。但し、両形式とも地下鉄用ATCがなく当駅には乗り入れが出来ないため、トンネル入口付近で折り返していた。
- 名古屋市営地下鉄において、相互直通運転の境界である共同使用駅を名古屋市交通局が管轄しているのはこの駅のみである[注釈 1]。
- 1994年10月1日に日進市が市制施行するまでは、全国でも珍しい郡部にある地下鉄駅であった[注釈 2][注釈 3]。

## 隣の駅
名古屋市営地下鉄・名古屋鉄道
 鶴舞線・TT 豊田線
平針駅 (鶴舞線・T19) - 赤池駅 (T20・TT07) - 日進駅 (名鉄豊田線・TT06)